# Спираль (авиационно-космическая система)
Авиационно-космическая система «Спира́ль» — советская система космического назначения, состоящая из орбитального самолёта, который по технологии воздушный старт выводился в космос гиперзвуковым самолётом-разгонщиком, а затем ракетной ступенью на орбиту.
Проект «Спираль», начатый в 1960-х годах, был ответом на программу создания США космического перехватчика-разведчика-бомбардировщика X-20 «Dyna Soar».
В 1964 году в ЦНИИ 30 ВВС была разработана концепция; 
летом 1966 года началась разработка проекта в конструкторском бюро ОКБ-155 А. И. Микояна.. 
С 1969 года по 1974 год проводились испытания сбрасываемых макетов; с 1976 по 1978 были проведены 7 успешных испытательных полётов Миг-105.11 (лётный дозвуковой аналог орбитального самолёта).
Программа «Спираль», в частности, корабли БОР-5 и Миг-105.11, дала начало американским разработкам в том числе программе HL-20, на основе разработок которой был создан космический корабль Dream Chaser и Х-37В.
Руководителем проекта «Спираль» был Глеб Евгеньевич Лозино-Лозинский.

## История программы

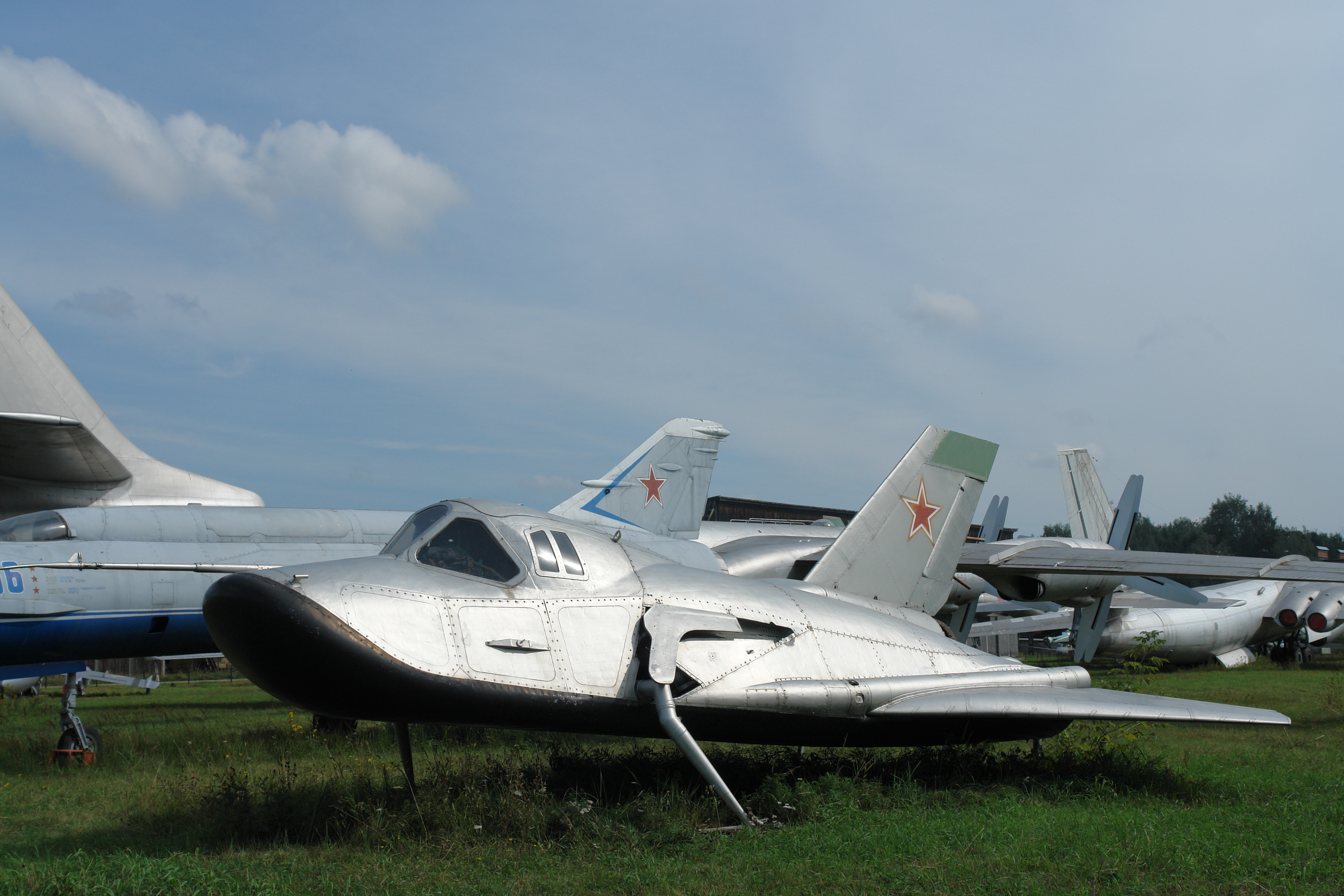
105.11 — дозвуковой самолёт - аналог орбитального самолёта в авиамузее в Монине

Примерно в 1964-м группа учёных и специалистов ЦНИИ 30 ВВС разработала концепцию создания принципиально новой ВКС, которая наиболее рационально интегрировала в себе идеи самолёта, ракетоплана и космического объекта, и удовлетворяла бы вышеуказанным требованиям.
В середине 1965-го министр авиационной промышленности П. В. Дементьев поручил ОКБ А. И. Микояна разработку проекта этой системы, получившей название «Спираль». Главным конструктором системы назначили Г. Е. Лозино-Лозинского. От ВВС руководство работами осуществлял С. Г. Фролов, военно-техническое сопровождение поручили начальнику ЦНИИ 30 — З. А. Иоффе, а также его заместителю по науке В. И. Семёнову и начальникам управлений — В. А. Матвееву и О. Б. Рукосуеву — основным идеологам концепции ВКС..
В ходе программы для отработки создания орбитального самолёта и демонстрации его реализуемости были созданы подпроекты 
самолёта-аналога МиГ-105.11, 
суборбитальных аппаратов-аналогов БОР-1 (Беспилотный орбитальный ракетоплан), 
БОР-2, 
БОР-3 и 
космических аппаратов-аналогов «ЭПОС» (Экспериментальный пилотируемый орбитальный самолёт), 
БОР-4 и 
БОР-5.
Все аппараты были выполнены в масштабе 1:3 из-за ограниченных энергетических возможностей ракет-носителя 8К63Б — модифицированной баллистической Р-12. Пуски выполнялись с полигона Капустин Яр
Работы по созданию «Спирали», в том числе аналогов её орбитального самолёта, прерванные в 1969 году, были возобновлены в 1974 году. 
В 1976—1978 гг. в ЛИИ было проведено 7 испытательных полётов Миг-105.11.
На дозвуковом аналоге орбитального самолёта — Миг-105.11 — проводили испытания лётчики Пётр Остапенко, Игорь Волк, Валерий Меницкий, Александр Федотов. 
На МиГ-105.11 стартовал из-под фюзеляжа тяжёлого бомбардировщика Ту-95К лётчик А. Фастовец, окончательный этап испытаний аналога проводил Василий Урядов.
Запускавшиеся ракетой 11К65М-РБ, уже в рамках программы «Буран», космические аппараты серии БОР-4 представляли собой беспилотные экспериментальные аппараты на основе БОР-3, доработанные для целей создания орбитального корабля «Буран».
Разработки жаростойких теплозащитных материалов типа «пенокерамика» в рамках проекта «Спираль» велись (что отражено в документе 1966 года) за 15 лет до начала полётов по американской программе «Спейс шаттл», а также за 16 лет до первого испытания советских кварцевых плиток на БОР-4 и за 22 года до полёта «Бурана» (на БОР-4 отрабатывалась теплозащита для «Бурана»; первоначально планировалось применять металлическую теплозащиту из жаропрочных сплавов, но не удалось решить проблему остаточного коробления металла при циклических температурных нагрузках и было принято решение применять керамическую защиту, сведения о которой были получены по «шаттлу»). 
Технические решения, полученные специалистами ОКБ завода Климова в ходе разработок бортовых жидкостных ракетных двигателей, также были использованы при создании «Бурана».
Также «на базе БОР-4 разрабатывались маневрирующие боевые блоки космического базирования, основной задачей которых была бомбардировка Америки из космоса с минимальным подлётным временем до целей (5…7 минут)». 
Собственные работы над «Спиралью» (кроме аналогов БОР) были окончательно прекращены после начала разработки более масштабного, менее технологически рискованного, казавшегося более перспективным и во многом повторявшим американскую программу «Спейс шаттл» проекта «Энергия-Буран». Министр обороны А. А. Гречко даже не дал разрешения на орбитальные испытания почти готового ЭПОС, начертав, по разным данным, резолюцию «Фантазиями мы заниматься не будем» или «Это — фантастика. Нужно заниматься реальным делом». Основные специалисты, ранее работавшие по проекту «Спираль», были переведены из ОКБ А. И. Микояна и ОКБ «Радуга» приказом министра авиационной промышленности в НПО «Молния».
В настоящее время самолёт-аналог 105.11 можно видеть в Центральном музее Военно-воздушных сил РФ в Монине.

## Список кораблей программы «Спираль»
| Тип        | Серийный № | Дата запуска | Особенности конструкции и результат полета | Судьба корабля                                                       |
| БОР-1      | -          | 15.07.1969   | Упрощенное макетное изделие. Цель запуска - летно-конструкторские испытания созданной экспериментальной базы (модели совместно с РН и наземным стартовым и измерительным комплексами). Программа запуска полностью выполнена | Разбился                                                             |
| БОР-2      | 101        | 06.12.1969   | Программа полета выполнена, однако из-за отказа системы управления (по каналу крена) на высоте 25 км модель перешла на траекторию баллистического спуска с вращением по крену вокруг вектора скорости, из-за чего парашютная система вводилась в действие на нерасчетном режиме и не обеспечила спасение аппарата. | Разбился                                                             |
| БОР-2      | 102        | 31.07.1970   | Программа полета выполнена полностью. Послеполетный анализ выявил недостаточность тепловой герметичности технологических швов нижних крышек корпуса модели, вследствие чего имело место проникновение горячего газа внутрь корпуса |                                                                      |
| БОР-2      | 103        | 22.04.1971   | На нижней поверхности модели устанавливалась экспериментальная ниобиевая панель. Научная программа полета выполнена полностью, но на 609-й секунде полета вследствие разрушения экспериментального участка теплозащиты из ниобиевого сплава произошло прогорание бака горючего и обгорание некоторых электрожгутов, что привело к ряду отказов, в том числе системы ввода в действие парашютной системы. | Разбился                                                             |
| БОР-2      | 104        | 08.02.1972   | Модель была снабжена неподвижными аэродинамическими щитками с углом отклонения 7º. В носовой части устанавливался сбрасываемый в полете груз весом 25,6 кг, обеспечивший перебалансировку в полете в широком диапазоне углов атаки (α=30º...67,5º). Программа полета выполнена полностью, система спасения обеспечила сохранность модели. | Хранится в ЛИИ им. Громова                                           |
| БОР-3      | 301        | 24.05.1973   | После старта на высоте около 5 км (при скорости М~0,94) произошло разрушение головного обтекателя, вызвавшее непредусмотренное программой отделение модели. После этого модель совершала нестабилизированный полет и взорвалась при падении в 39 км от старта. | Разбился                                                             |
| БОР-3      | 302        | 11.07.1974   | На модели была изменена форма фонаря (см. фото выше), обводов корпуса в хвостовой части и расположение консолей относительно корпуса. На нижней поверхности устанавливалась ниобиевая панель. В полете программно изменялся угол развала (поперечный угол установки) консолей крыла для оценки эффективности аэродинамического управления в каналах крена и тангажа. Экспериментальная программа полета выполнена полностью. Система спасения модели сработала нормально, однако вследствие повреждения купола основного парашюта, вызванного попаданием на него остатков окислителя после выработки горючего, приземление произошло с высокой скоростью, вследствие чего модель разрушилась. | Разбился                                                             |
| МиГ-105.11 | 1-01       | 11.11.1976   | Дозвуковая модель. Аппарат в ходе работ получил собственное имя «ЭПОС». Испытания на дозвуковой скорости, в том числе и путём сброса с самолёта-носителя Ту-95, проводились с 11 октября 1976 года до 13 сентября 1978 года, когда произошла авария при посадке и было повреждено шасси. Аппарат успел совершить 7 полётов. | Экспонат Центрального музея ВВС                                      |
| МиГ-105.12 | 1-02       |              | Сверхзвуковая модель. Тушинский машиностроительный завод в 1976 г. практически полностью изготовил планер сверхзвукового аналога самолета, который в конечном итоге оказался невостребованным. |                                                                      |
| МиГ-105.13 | 1-03       |              | Гиперзвуковая модель. У неё был изготовлен только фюзеляж, который принимал участие в испытаниях теплозащитного экрана в термобарокамере. |                                                                      |
| БОР-4С     | 401        | 05.12.1980   | Первое испытание "БОР-4" (получившего обозначение "БОР-4С") в суборбитальном полете. Летно-конструкторские испытания доработанной ракеты-носителя и работоспособности всего комплекса БОР-4. Установлена уносимая абляционная теплозащита на основе материала марки ПКТ-ФП. | Экспонат Центрального музея ВВС                                      |
| БОР-4      | 403        | 15.03.1983   | Корабль получил имя «Космос-1445». Приводнился в Индийском океане в 556 км южнее Кокосовых островов после одновиткового полета на орбите ИСЗ. Эвакуирован под наблюдением австралийских разведывательных самолетов |                                                                      |
| БОР-4      | 404        | 03.06.1982   | Корабль получил имя «Космос-1374». Начало испытаний теплозащиты испытываемой в рамках проекта Буран. Приводнился в Индийском океане в 560 км южнее Кокосовых островов после одновиткового полета на орбите ИСЗ. Американскими разведывательными самолетами были получены детальные снимки космического аппарата и операций по его эвакуации |                                                                      |
| БОР-4      | 405        | 27.12.1983   | Корабль получил имя «Космос-1517». В отличие от предыдущих полетов, во избежание наблюдения со стороны западных разведок, изменилось место посадки. Им удалось установить только факт передачи кораблями слежения сообщения о выдаче над северной Атлантикой тормозного импульса. После этого аппарат совершил приводнение в Черном море. | Экспонат в аэрокосмическом музее церкви св. Пантелеймона в Жуковском |
| БОР-4      | -          | 04.07.1984   | По данным зарубежных источников, полет по суборбитальной траектории с максимальной высотой 130 км; отечественные источники вообще не подтверждают факт этого полета. |                                                                      |
| БОР-4      | 406        | 19.12.1984   | Корабль получил имя «Космос-1614». Приводнение в Черном море после выполнения одного витка. Аппарат потерян поисковой службой. | Утонул                                                               |
| БОР-4      | -          | 20.10.1987   | По данным зарубежных источников, полет по суборбитальной траектории с максимальной высотой 130 км; отечественные источники вообще не подтверждают факт этого полета. |                                                                      |
| БОР-5      | -          |              | Габаритно-массовый макет | Хранится в ЛИИ им. Громова                                           |
| БОР-5      | 501        | 06.07.1984   | Полет неудачный. Из-за электрического дефекта модель и ракета не разделились, упав на землю вместе и разрушившись при ударе. | Разбился                                                             |
| БОР-5      | 502        | 17.04.1985   | Полет удачный. Показал, что в большинстве термически нагруженных зон (носовой кок и передняя кромка крыла) имело место повреждение поверхности с существенным изменением аэродинамики аппаратов. | Экспонат Центрального музея ВВС                                      |
| БОР-5      | 503        | 27.12.1986   | Полет удачный. |                                                                      |
| БОР-5      | 504        | 27.08.1987   | Полет удачный. |                                                                      |
| БОР-5      | 505        | 22.06.1988   | Полет удачный. Корабль был продан в 1999 г. руководством НПО "Молния" немецкому музею в Шпайере. | Экспонат музея техники в Шпайере                                     |
| БОР-6      | -          | 1990         | Не летал. Должен был в натурных условиях провести эксперименты по установлению радиосвязи сквозь облако плазмы во время гиперзвукового спуска в атмосфере. Закрытие программы «Буран» не позволило завершить начатые работы. | Экспонат Центрального музея ВВС                                      |

## Самолёт-разгонщик

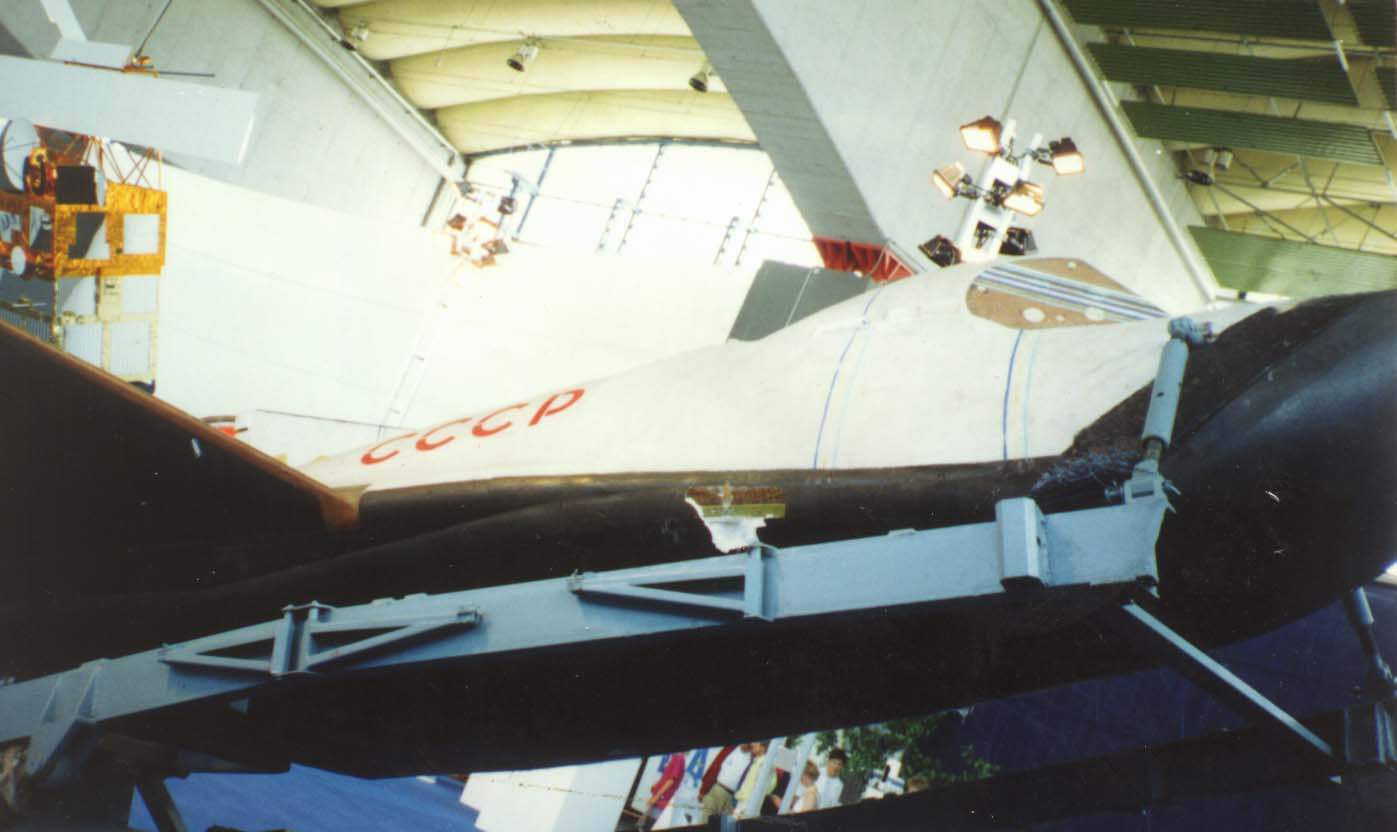
БОР-4 — запускавшийся на орбиту космический аппарат-аналог

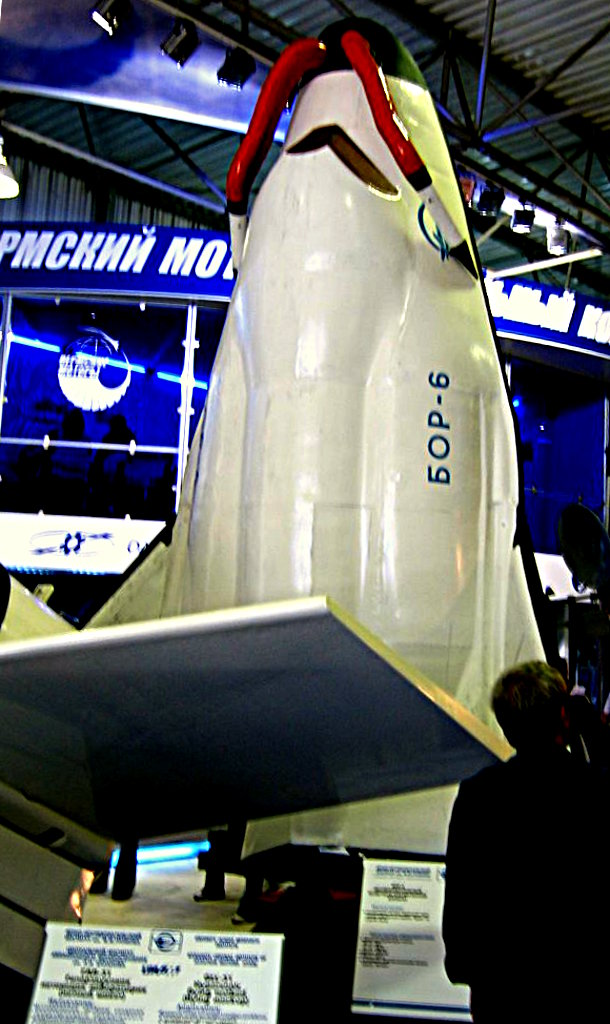
БОР-6 — не летавший космический аппарат-аналог

Мощный воздушный корабль-разгонщик (вес 52 т, длина 38 м, размах крыла 16,5 м) должен был разгоняться до шестикратной скорости звука (6М), затем с его «спины» на высоте 28—30 км должен был стартовать 10-тонный пилотируемый орбитальный самолёт длиной 8 м и размахом 7,4 м.
«Самолёт-разгонщик до 6 махов предполагалось возможным использовать и как пассажирский самолёт-авиалайнер, что, безусловно, было рационально: его высокие скоростные характеристики позволили бы поднять скорости гражданской авиации».
Самолёт-разгонщик был первым технологически-революционным детальным проектом гиперзвукового летательного аппарата с воздушно-реактивными двигателями. На 40-м конгрессе Международной авиационной федерации (FAI), проходившей в 1989 году в Малаге (Испания) представители НАСА дали самолёту-разгонщику высокую оценку, отметив, что он «проектировался в соответствии с современными требованиями».
Ввиду требования больших средств для принципиально новых двигательных, аэродинамических и материаловедческих технологий для создания такого гиперзвукового самолёта-разгонщика, в последних вариантах проекта рассматривалась менее затратная и более быстро достижимая возможность создания не гиперзвукового, а сверхзвукового разгонщика, в качестве которого рассматривался модифицированный ударно-разведывательный самолёт Т-4 («100»), однако и он не был реализован.

## Орбитальный самолёт
Орбитальный самолёт-космоплан по проекту представлял собой летательный аппарат со стреловидным крылом, имеющими отклоняющиеся вверх консоли для изменения поперечного угла атаки. При спуске с орбиты самолёт самобалансировался на разных участках траектории. Фюзеляж был выполнен по схеме несущего корпуса с сильно затупленной оперённой треугольной формой в плане, из-за чего получил прозвище «Лапоть».
Теплозащита была выполнена с применением плакированных пластин, то есть покрытой методом горячей прокатки поверхности материала слоем металла. В данном случае был ниобиевый сплав с покрытием на основе дисилицида молибдена. Температура поверхности носовой части фюзеляжа на разных стадиях спуска с орбиты могла достигать 1600 °C.
Двигательная установка состояла из жидкостного ракетного двигателя (ЖРД) орбитального маневрирования, двух аварийных тормозных ЖРД с вытеснительной системой подачи компонентов топлива на сжатом гелии, блока ориентации, состоящего из 6 двигателей грубой ориентации и 10 двигателей точной ориентации; турбореактивный двигатель для полёта на дозвуковых скоростях и посадки, работающий на керосине.
Согласно расчётным данным, боевую задачу космический истребитель должен был выполнить во время двух первых витков вокруг Земли. На третьем витке орбитальный самолёт заходил на посадку. Аппарат был достаточно манёвренным, а взлетать и приземляться мог как в дневное, так и в ночное время в любых метеоусловиях.
Для спасения пилота в случае аварии орбитального самолёта предусматривалась отделяемая кабина в виде капсулы с собственными пороховыми двигателями для отстрела от самолёта на всех этапах его движения от старта до посадки, а также с управляющими двигателями для входа в плотные слои атмосферы.
Помимо возможности транспортного варианта с небольшим грузовым отсеком, были разработаны основные военные варианты орбитальных самолётов:
- фото- и радиоразведчики;
- для поражения авианосцев, имеющие ракеты с ядерной боевой частью и системой наведения со спутника;
- перехватчики космических целей в двух вариантах. Первый вариант для фотографирования и передачи фотографий по каналам связи, второй — для поражения цели.

## Космонавты проекта
Для подготовки пилотов орбитального самолёта в 1966 году в Центре подготовки космонавтов была сформирована группа, в которую вошли члены отряда космонавтов, имевшие достаточную лётную подготовку. Первоначальный состав группы:
- Г. С. Титов, уже побывавший в космосе
- А. П. Куклин
- В. Г. Лазарев
- А. В. Филипченко

После реорганизации в 1969 Центра подготовки космонавтов был создан 4-й отдел 1-го управления ЦПК, начальником которого был назначен Г. С. Титов. Последний к тому моменту защитил диплом по теме САС проекта одноместного воздушно-космического летательного аппарата. В отдел были набраны молодые лётчики, проходившие космическую подготовку:
- Л. Д. Кизим (подготовка в 1969—1973)
- А. Н. Березовой (1972—1974)
- А. И. Дедков (1972—1974)
- В. А. Джанибеков (июль — декабрь 1972)
- В. С. Козельский (август 1969 — октябрь 1971)
- В. А. Ляхов (1969—1973)
- Ю. В. Малышев (1969—1973)
- А. Я. Петрушенко (1970—1973)
- Ю. В. Романенко (1972)

7 января 1971 года в связи с уходом Г. С. Титова из отряда космонавтов начальником отдела был назначен А. В. Филипченко, а 11 апреля 1973 — инструктор-космонавт-испытатель Л. В. Воробьев. В 1973 отдел был расформирован в связи с прекращением работ по проекту.

## Влияние американских программ на проект

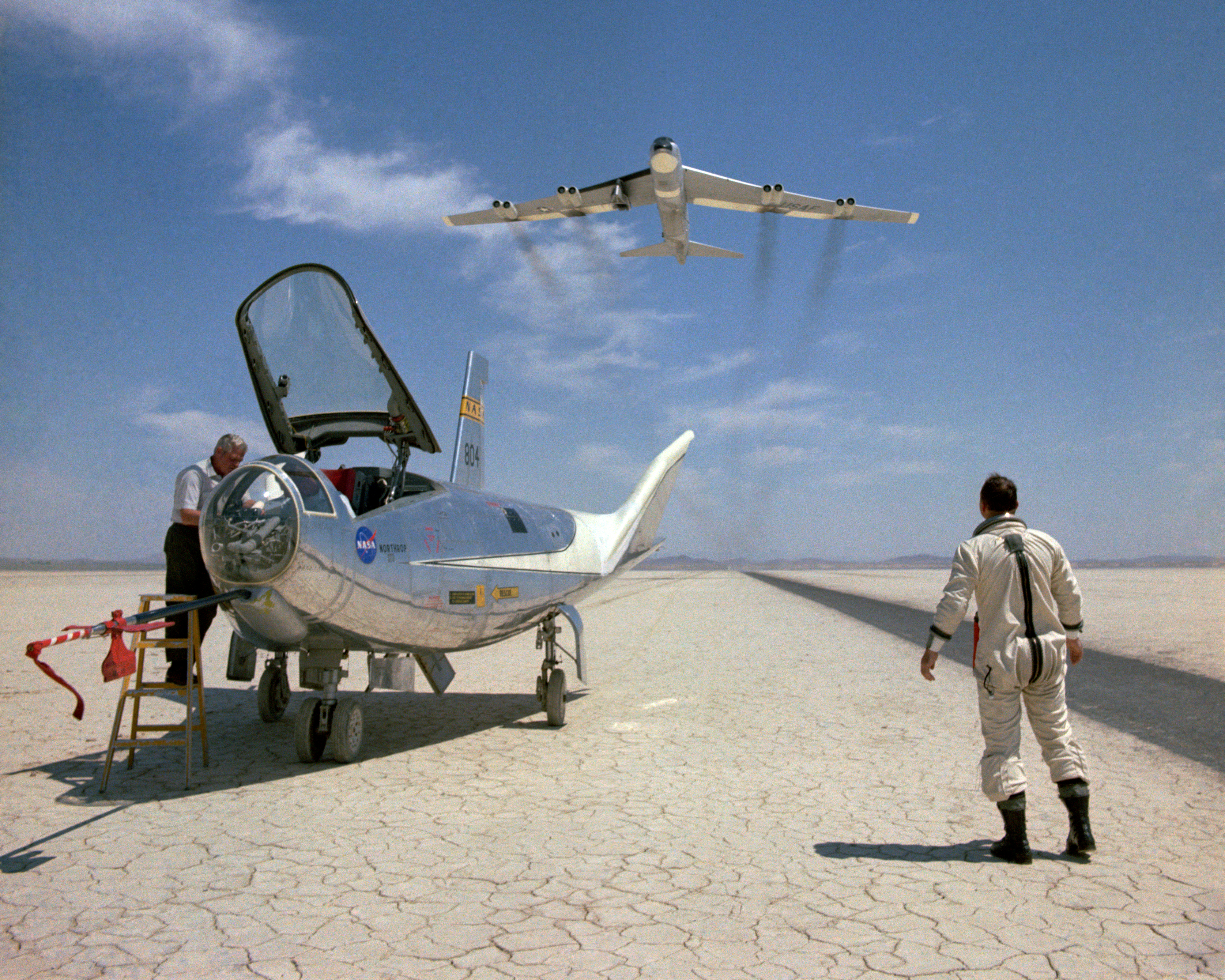
Northrop HL-10

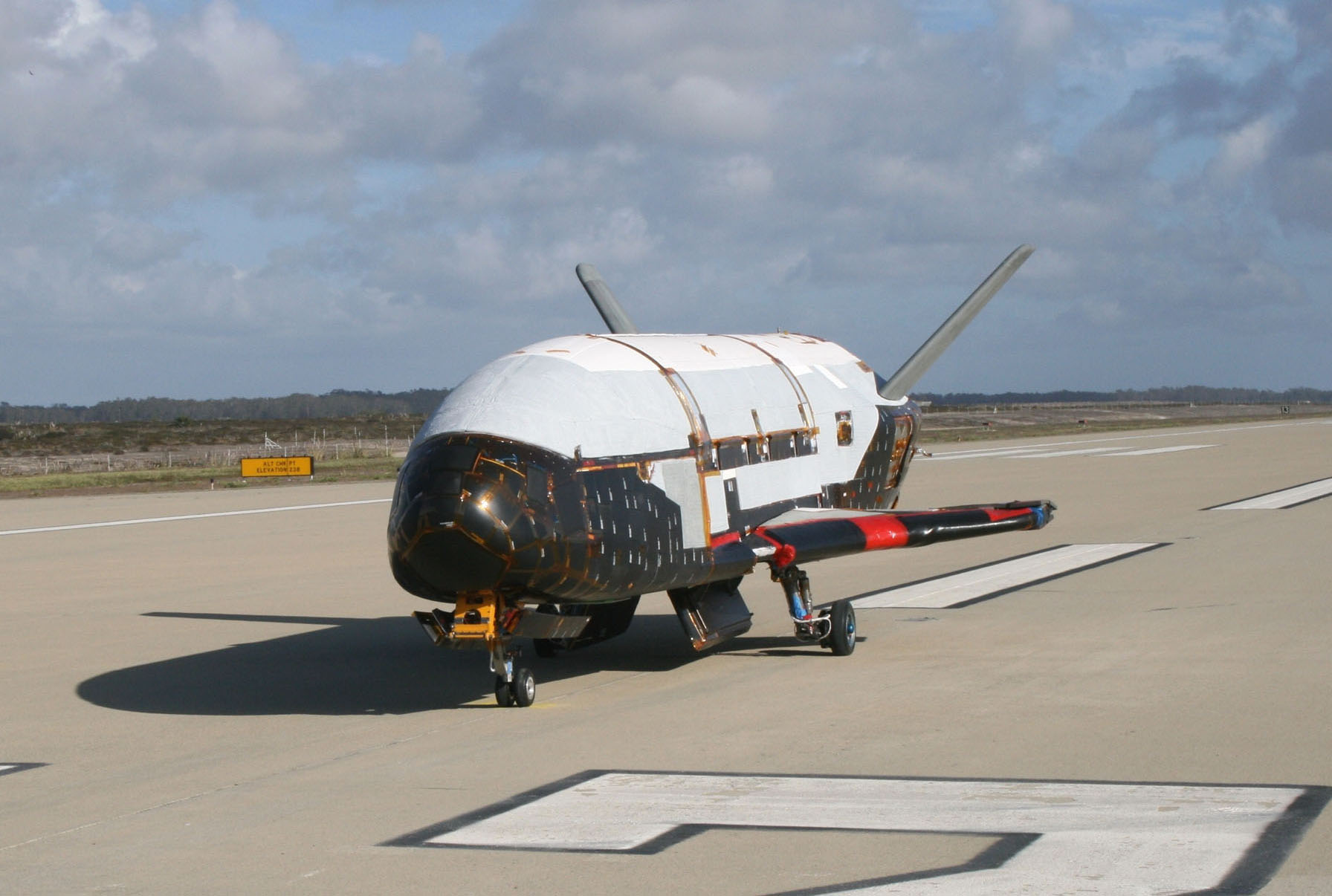
Boeing X-37

На начало программы «Спираль» повлияло начало работ по американской программе «Dyna Soar». Выбор облика орбитального самолёта «Спираль» производился не совсем на пустом месте. При выборе компоновки и алгоритмов управления орбитального самолёта «Спираль» конструкторы внимательно следили за американскими работами и испытаниями беспилотных аппаратов «ASSET»(1963—1965), «SV-5D»(1966—1967). К моменту выпуска в СССР аванпроекта «Спирали» в США уже проводились исследование пилотируемых гиперзвуковых летательных аппаратов на малых скоростях полёта («PILOT») и полёты пилотируемых аппаратов «M2-F1», «M2-F2» и «HL-10», также предусматривались лётные исследования «X-24». Результаты этих испытаний были известны в ОКБ Микояна.
В ряде внутренних публикаций НАСА предполагается прямое влияние американских программ, исследовавших летательные аппараты с низким аэродинамическим качеством, на программу «Бор».
На закрытие программы «Спираль» повлияло начало создания программы «Буран» как ответ на начало американской программы «Спейс Шаттл», а также закрытие в 1975 году программы «PILOT».

## Влияние проекта на программы США
Под влиянием снимков советских экспериментальных аппаратов серии БОР-4, запущенных по программе «Энергия — Буран» (Космос-1374 в июне 1982 года), являвшихся модификацией аппаратов, созданных по программе «Спираль», НАСА провело ряд работ по программе HL-20. Наработки по этой программе нашли своё продолжение в коммерческом проекте Dream Chaser. Создатели Dream Chaser не скрывают связи своего проекта с БОР-4 и "Спираль" и встречались с российскими разработчиками.

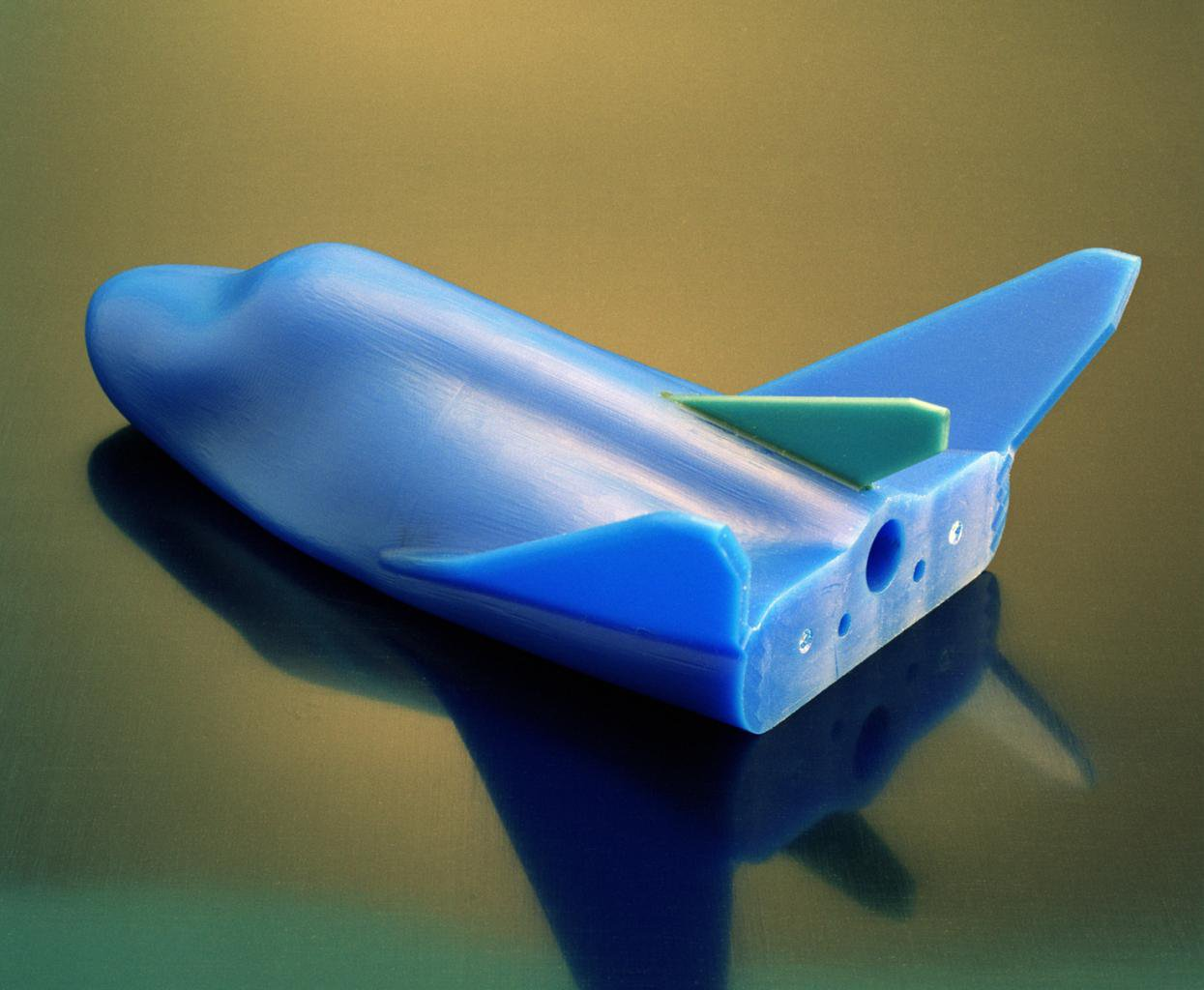
Восковая модель HL-20 для аэродинамических испытаний
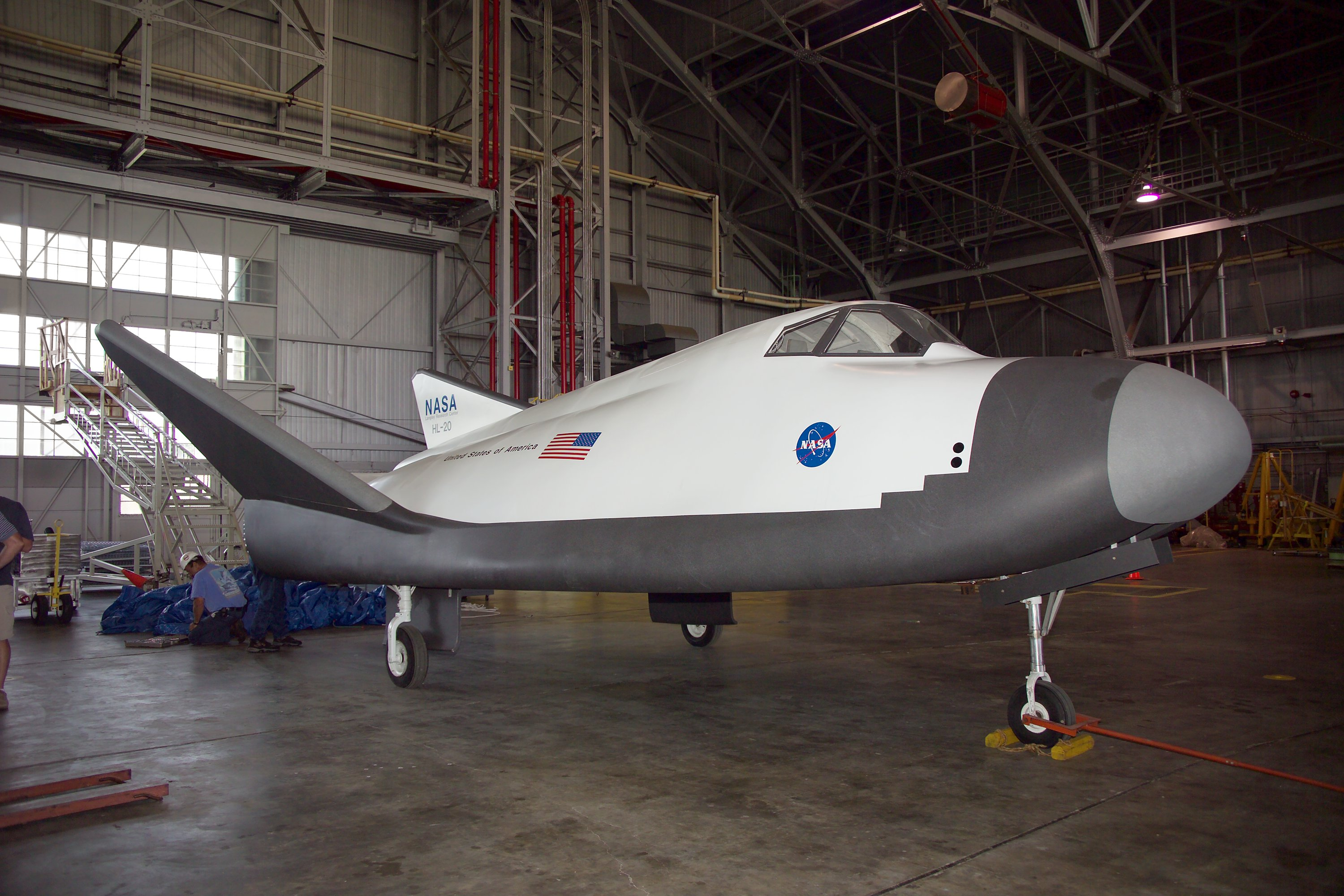
Полноразмерная модель HL-20
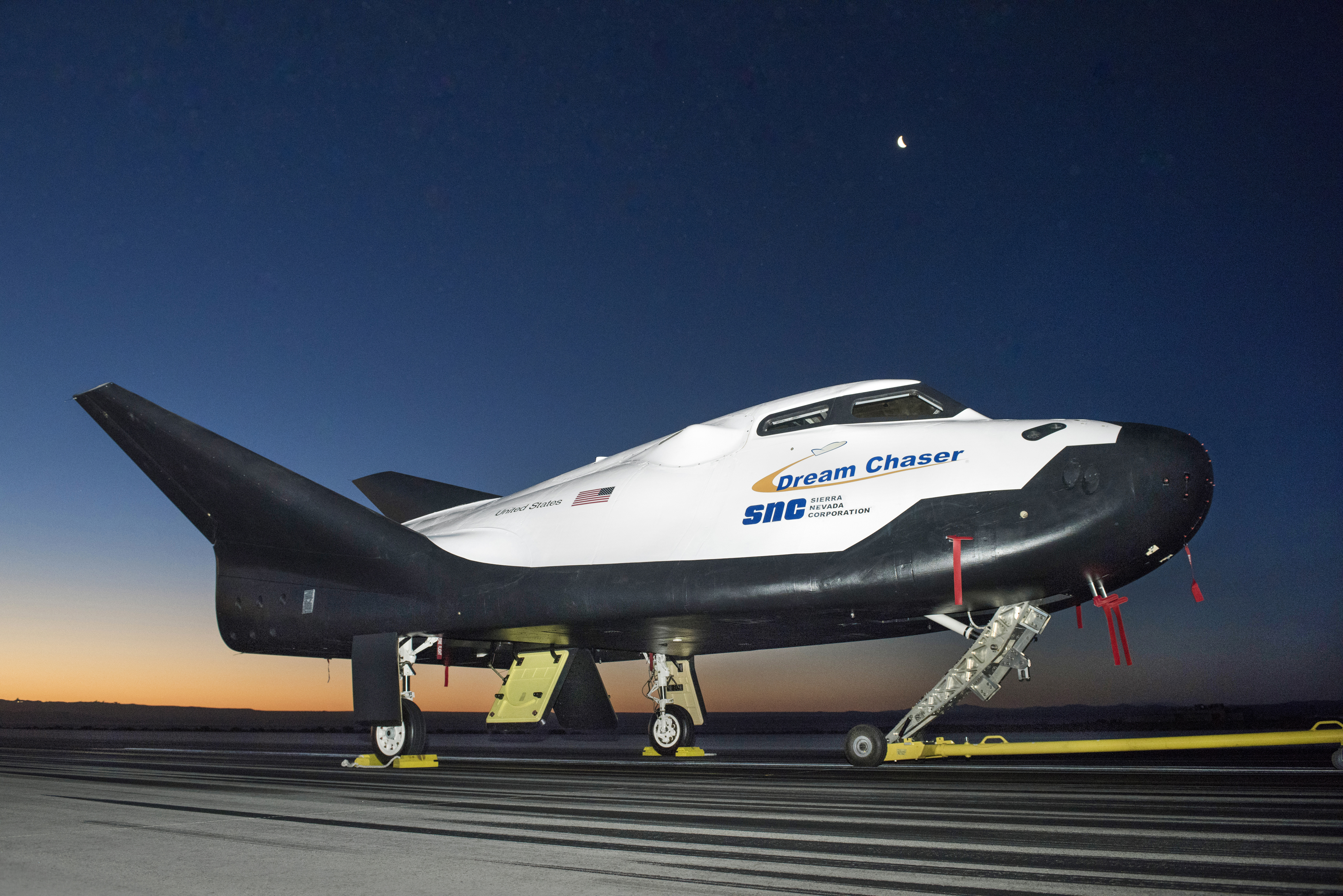
Экземпляр Dream Chaser для отработки полётов в атмосфере